# Henning Clausen
Hans Henning Clausen (20. april 1916 i Hellerup - 29. september 2012) drev i en menneskealder Clausens boghandel i Aarhus. 
Clausen etablerede 1942 egen boghandel i Aarhus, som han drev i over 60 år. Han var en personlighed og en kendt skikkelse i branchen.
Det var ikke kun sin hjælpsomhed, Clausen var kendt for. Endnu mere berømt er hans hukommelse. Han kunne huske samtlige danske bogudgivelser siden 1945 og skal af samme årsag have været genstand for en psykologisk afhandling. Steen Folke Larsen, nu afdød professor i psykologi på Aarhus Universitet, skrev en videnskabelig artikel om hukommelse, hvor Henning Clausen blev brugt som case. Dels vedrørende viden om de ca. 70.000 bøger i boghandlen, dels om bogudgivelser generelt.
Efter 62 år som selvstændig boghandler valgte den da 88-årige Henning Clausen at sælge Clausens Boghandel i Aarhus til Vangsgaards Antikvariat, og den er siden blevet overtaget af Arnold Busck-kæden.